# EPrix van Santiago 2018
De ePrix van Santiago 2018 werd gehouden op 3 februari 2018 op het Santiago Street Circuit. Het was de vierde race van het seizoen. Het was tevens de eerste keer dat er een ePrix in Chili werd gehouden.
De race werd gewonnen door Jean-Éric Vergne voor het team Techeetah, die daarmee de leiding in het kampioenschap overnam van Felix Rosenqvist. Teamgenoot André Lotterer werd tweede, waardoor er voor het eerst in de geschiedenis van de Formule E een 1-2 werd behaald door een team. Sébastien Buemi maakte voor Renault e.Dams het podium compleet.

## Kwalificatie
| Pos                 | No | Coureur                | Team                      | Q1       | Q2        | Grid |
| ------------------- | -- | ---------------------- | ------------------------- | -------- | --------- | ---- |
| 1                   | 25 | Jean-Éric Vergne       | Techeetah                 | 1:19.124 | 1:19.161  | 1    |
| 2                   | 9  | Sébastien Buemi        | Renault e.Dams            | 1:19.182 | 1:19.355  | 2    |
| 3                   | 1  | Lucas di Grassi        | Audi Sport ABT Schaeffler | 1:19.053 | 1:19.673  | 13   |
| 4                   | 18 | André Lotterer         | Techeetah                 | 1:18.796 | 1:46.429  | 3    |
| 5                   | 2  | Sam Bird               | DS Virgin Racing          | 1:19.076 | geen tijd | 4    |
| 6                   | 3  | Nelson Piquet jr.      | Panasonic Jaguar Racing   | 1:19.300 |           | 5    |
| 7                   | 36 | Alex Lynn              | DS Virgin Racing          | 1:19.447 |           | 6    |
| 8                   | 16 | Oliver Turvey          | NIO Formula E Team        | 1:19.574 |           | 7    |
| 9                   | 8  | Nicolas Prost          | Renault e.Dams            | 1:19.623 |           | 10   |
| 10                  | 6  | José María López       | Dragon Racing             | 1:19.662 |           | 8    |
| 11                  | 66 | Daniel Abt             | Audi Sport ABT Schaeffler | 1:19.726 |           | 9    |
| 12                  | 5  | Maro Engel             | Venturi Formula E Team    | 1:19.877 |           | 11   |
| 13                  | 7  | Jérôme d'Ambrosio      | Dragon Racing             | 1:19.823 |           | 12   |
| 14                  | 19 | Felix Rosenqvist       | Mahindra Racing           | 1:19.984 |           | 14   |
| 15                  | 23 | Nick Heidfeld          | Mahindra Racing           | 1:20.012 |           | 15   |
| 16                  | 28 | António Félix da Costa | MS&AD Andretti Formula E  | 1:20.132 |           | 16   |
| 17                  | 4  | Edoardo Mortara        | Venturi Formula E Team    | 1:20.157 |           | 17   |
| 18                  | 27 | Tom Blomqvist          | MS&AD Andretti Formula E  | 1:20.422 |           | 18   |
| 110%-tijd: 1:26.676 |    |                        |                           |          |           |      |
| 19                  | 68 | Luca Filippi           | NIO Formula E Team        | 1:31.271 |           | 19   |
| 20                  | 20 | Mitch Evans            | Panasonic Jaguar Racing   | 1:40.540 |           | 20   |

## Race
| Pos | No | Coureur                | Team                      | Rondes | Tijd/Oorzaak uitval | Grid | Punten |
| --- | -- | ---------------------- | ------------------------- | ------ | ------------------- | ---- | ------ |
| 1   | 25 | Jean-Éric Vergne       | Techeetah                 | 37     | 1:01:24.514         | 1    | 28     |
| 2   | 18 | André Lotterer         | Techeetah                 | 37     | +1.154              | 3    | 18     |
| 3   | 9  | Sébastien Buemi        | Renault e.Dams            | 37     | +1.959              | 2    | 15     |
| 4   | 19 | Felix Rosenqvist       | Mahindra Racing           | 37     | +2.793              | 14   | 12     |
| 5   | 2  | Sam Bird               | DS Virgin Racing          | 37     | +4.490              | 4    | 11     |
| 6   | 3  | Nelson Piquet jr.      | Panasonic Jaguar Racing   | 37     | +6.364              | 5    | 8      |
| 7   | 20 | Mitch Evans            | Panasonic Jaguar Racing   | 37     | +7.099              | 20   | 6      |
| 8   | 7  | Jérôme d'Ambrosio      | Dragon Racing             | 37     | +13.308             | 12   | 4      |
| 9   | 28 | António Félix da Costa | MS&AD Andretti Formula E  | 37     | +14.811             | 16   | 2      |
| 10  | 8  | Nicolas Prost          | Renault e.Dams            | 37     | +21.092             | 10   | 1      |
| 11  | 27 | Tom Blomqvist          | MS&AD Andretti Formula E  | 37     | +32.924             | 18   |        |
| 12  | 68 | Luca Filippi           | NIO Formula E Team        | 37     | +44.127             | 19   |        |
| 13  | 4  | Edoardo Mortara        | Venturi Formula E Team    | 37     | +49.398             | 17   |        |
| 14  | 16 | Oliver Turvey          | NIO Formula E Team        | 37     | +1:12.282           | 7    |        |
| DNF | 36 | Alex Lynn              | DS Virgin Racing          | 26     | Batterij            | 6    |        |
| DNF | 23 | Nick Heidfeld          | Mahindra Racing           | 23     | Schade ongeluk      | 15   |        |
| DNF | 1  | Lucas di Grassi        | Audi Sport ABT Schaeffler | 21     | Batterij            | 13   |        |
| DNF | 66 | Daniel Abt             | Audi Sport ABT Schaeffler | 11     | Schade ongeluk      | 9    |        |
| DNF | 6  | José María López       | Dragon Racing             | 0      | Ongeluk             | 8    |        |
| DNF | 5  | Maro Engel             | Venturi Formula E Team    | 0      | Ongeluk             | 11   |        |

## Tussenstanden na de race

### Coureurs
| Positie | Rijder            | Team                    | Punten |
| ------- | ----------------- | ----------------------- | ------ |
| 1       | Jean-Éric Vergne  | Techeetah               | 71     |
| 2       | Felix Rosenqvist  | Mahindra Racing         | 66     |
| 3       | Sam Bird          | DS Virgin Racing        | 61     |
| 4       | Sébastien Buemi   | Renault e.Dams          | 37     |
| 5       | Nelson Piquet jr. | Panasonic Jaguar Racing | 33     |

### Constructeurs
| Positie | Team                    | Punten |
| ------- | ----------------------- | ------ |
| 1       | Techeetah               | 89     |
| 2       | Mahindra Racing         | 87     |
| 3       | DS Virgin Racing        | 69     |
| 4       | Panasonic Jaguar Racing | 54     |
| 5       | Renault e.Dams          | 44     |